# Coppa del mondo di ciclismo su pista 2009-2010
La Coppa del mondo di ciclismo su pista 2009–2010, diciottesima edizione della competizione, si è svolta in quattro prove tra il 30 ottobre 2009 e il 24 gennaio 2010.

## Classifica per nazioni
| Pos. | Paese/Squadra | Man | Mel | Cal | Pec | Punti |
| ---- | ------------- | --- | --- | --- | --- | ----- |
| 1    | Germania      | 96  | 93  | 100 | 53  | 342   |
| 2    | Australia     | 86  | 124 | 16  | 99  | 325   |
| 3    | Paesi Bassi   | 73  | 58  | 37  | 57  | 225   |
| 4    | Gran Bretagna | 129 | 70  | 13  | 11  | 223   |
| 5    | Cina          | 41  | 62  | 0   | 105 | 208   |
| 6    | Nuova Zelanda | 1   | 93  | 6   | 83  | 183   |
| 7    | Francia       | 23  | 29  | 55  | 53  | 160   |
| 8    | Lituania      | 40  | 5   | 78  | 17  | 140   |
| 9    | Ucraina       | 27  | 42  | 38  | 25  | 132   |
| 10   | Team Jayco    | 23  | 69  | 0   | 34  | 126   |

## Specialità

### Keirin
| Data              | Luogo             | Vincitore         | Vincitrice         |
| ----------------- | ----------------- | ----------------- | ------------------ |
| 30-10/1-11        | Manchester        | Chris Hoy         | Simona Krupeckaitė |
| 20/21 novembre    | Melbourne         | Carsten Bergemann | Anna Meares        |
| 10/12 dicembre    | Cali              | Michaël D'Almeida | Christin Muche     |
| 23/24 gennaio     | Pechino           | Azizulhasni Awang | Guo Shuang         |
| Classifica finale | Classifica finale | Azizulhasni Awang | Guo Shuang         |

### Cronometro
| Data              | Luogo             | Vincitore Km      | Vincitrice 500m    |
| ----------------- | ----------------- | ----------------- | ------------------ |
| 30/31 ottobre     | Manchester        | Stefan Nimke      | Anna Meares        |
| 19/21 novembre    | Melbourne         | Scott Sunderland  | Anna Meares        |
| 10/11 dicembre    | Cali              | Michaël D'Almeida | Simona Krupeckaitė |
| 23 gennaio        | Pechino           | Zhang Miao        | Willy Kanis        |
| Classifica finale | Classifica finale | Wang Chongyang    | Anna Meares        |

### Velocità
| Data              | Luogo             | Vincitore      | Vincitrice         |
| ----------------- | ----------------- | -------------- | ------------------ |
| 31/30 ottobre     | Manchester        | Chris Hoy      | Victoria Pendleton |
| 21/19 novembre    | Melbourne         | Shane Perkins  | Anna Meares        |
| 11/10 dicembre    | Cali              | Kévin Sireau   | Simona Krupeckaitė |
| 24/22 gennaio     | Pechino           | Edward Dawkins | Guo Shuang         |
| Classifica finale | Classifica finale | Kévin Sireau   | Guo Shuang         |

### Velocità a squadre
| Data              | Luogo             | Vincitori                                              | Vincitrici                               |
| ----------------- | ----------------- | ------------------------------------------------------ | ---------------------------------------- |
| 1-11/31-10        | Manchester        | Team Sky + Hd Ross Edgar Chris Hoy Jamie Staff         | Australia Kaarle McCulloch Anna Meares   |
| 19/20 novembre    | Melbourne         | Team Jayco Daniel Ellis Shane Perkins Scott Sunderland | Cina Gong Jinjie Lin Junhong             |
| 12/11 dicembre    | Cali              | Cofidis Teun Mulder François Pervis Kévin Sireau       | Paesi Bassi Yvonne Hijgenaar Willy Kanis |
| 22/23 gennaio     | Pechino           | Cina Cheng Changsong Zhang Lei Zhang Miao              | Cina Gong Jinjie Lin Junhong             |
| Classifica finale | Classifica finale | Paesi Bassi                                            | Paesi Bassi                              |

### Inseguimento individuale
| Data              | Luogo             | Vincitore      | Vincitrice        |
| ----------------- | ----------------- | -------------- | ----------------- |
| 30-10/1-11        | Manchester        | Geraint Thomas | Wendy Houvenaghel |
| 20/19 novembre    | Melbourne         | Jesse Sergent  | Wendy Houvenaghel |
| 10/11 dicembre    | Cali              | Vitalij Popkov | Sarah Hammer      |
| 22 gennaio        | Pechino           | Vitalij Ščedov | Alison Shanks     |
| Classifica finale | Classifica finale | Vitalij Ščedov | Wendy Houvenaghel |

### Inseguimento a squadre
| Data              | Luogo             | Vincitori                                                              | Vincitrici                                                          |
| ----------------- | ----------------- | ---------------------------------------------------------------------- | ------------------------------------------------------------------- |
| 1º novembre       | Manchester        | Gran Bretagna Steven Burke Edward Clancy Andrew Tennant Geraint Thomas | Gran Bretagna Elizabeth Armitstead Wendy Houvenaghel Joanna Rowsell |
| 20/21 novembre    | Melbourne         | Australia Rohan Dennis Luke Durbridge Michael Hepburn Cameron Meyer    | Nuova Zelanda Kaytee Boyd Lauren Ellis Alison Shanks                |
| 12 dicembre       | Cali              | Colombia Juan Esteban Arango Edwin Ávila Arles Castro Weimar Roldán    | Canada Laura Brown Stephanie Roorda Tara Whitten                    |
| 23/24 gennaio     | Pechino           | Australia Luke Durbridge Michael Hepburn Leigh Howard Cameron Meyer    | Australia Ashlee Ankudinoff Sarah Kent Josephine Tomic              |
| Classifica finale | Classifica finale | Gran Bretagna                                                          | Australia                                                           |

### Corsa a punti
| Data              | Luogo             | Vincitore          | Vincitrice           |
| ----------------- | ----------------- | ------------------ | -------------------- |
| 30/31 ottobre     | Manchester        | Chris Newton       | Elizabeth Armitstead |
| 19/20 novembre    | Melbourne         | Cameron Meyer      | Giorgia Bronzini     |
| 10/12 dicembre    | Cali              | Ioannis Tamouridis | Giorgia Bronzini     |
| 22/23 gennaio     | Pechino           | Zachary Bell       | Megan Dunn           |
| Classifica finale | Classifica finale | Ioannis Tamouridis | Giorgia Bronzini     |

### Scratch
| Data              | Luogo             | Vincitore         | Vincitrice         |
| ----------------- | ----------------- | ----------------- | ------------------ |
| 1-11/30-10        | Manchester        | Ivan Kovalëv      | Belinda Goss       |
| 20/19 novembre    | Melbourne         | Thomas Scully     | Evgenija Romanjuta |
| 12/10 dicembre    | Cali              | Ángel Darío Colla | Taccjana Šarakova  |
| 23/22 gennaio     | Pechino           | Zachary Bell      | Vera Koedooder     |
| Classifica finale | Classifica finale | Łukasz Bujko      | Evgenija Romanjuta |

### Americana
| Data              | Luogo             | Vincitori                             |
| ----------------- | ----------------- | ------------------------------------- |
| 31 ottobre        | Manchester        | Belgio Kenny De Ketele Tim Mertens    |
| 21 novembre       | Melbourne         | Nuova Zelanda Marc Ryan Thomas Scully |
| 11 dicembre       | Cali              | Germania Marcel Barth Erik Mohs       |
| 24 gennaio        | Pechino           | Hong Kong Choi Ki Ho Kwok Ho Ting     |
| Classifica finale | Classifica finale | Germania                              |